# Охорона та вивчення природи степової смуги України
Охорона та вивчення природи степової смуги України (рос. Охрана и изучение природы степной полосы Украины) — ілюстрована брошура українського зоолога Іллі Барабаша-Никифорова, видана 1924 року для викладачів Єкатеринославських російських 5-річних педагогічних курсів, один із перших практичних посібників з охорони природи, виданих в Україні.

## Створення та значення
Ілля Барабаш-Никифорів виконував дипломну роботу з вивчення природи степової зони України під керівництвом професора Михайла Акімова. Книжка є наслідком цієї кропіткої наукової праці.
Брошура стала першою в Україні, присвяченою виключно степовій тематиці, а головне охороні степів, хоча відповідний напрямок був досить популярним серед українських науковців того часу.
Інформація, що міститься у книжці, поділяється на відомості про природу Наддніпрянської України та практичні рекомендації щодо її охорони. Наукові відомості з цього видання цитуються науковцями до нашого часу. Фактично, книжка стала відправною точкою в природоохоронній літературі регіону. У книзі популярно пояснюються причини виникнення екологічних проблем, викликаних діяльністю людини — це від втрат біорізноманіття до змін клімату, та розміщено заклик створювати заповідники на конфіскованих державних і монастирських землях.
На сьогодні видання є раритетом, так як зберіглося лише 3 примірники, що знаходяться у Бібліотеці Інституту зоології імені І. І. Шмальгаузена, Книжковій палаті та Науковій бібліотеці ім. Максимовича.[джерело?]
Книгу перевидано в рамках проєктів із створення антологій природоохоронної літератури в Україні та Росії, у 2010-х роках.

## Зміст книги (вибірково)
У вступній частині йдеться про необхідність залучення широких верств населення до збору природничої інформації та пропагування ідей охорони природи.
```
«потрібно не відкладаючи та найенергійнішим чином взятися за охорону та детальне вивчення степу, бо в протилежному випадку, може бути вже надто пізно».
```

У розділі «Причини збіднення краю» розкривається негативний вплив господарської діяльності людини на природні екосистеми.
```
«Якихось сто-півторасто років тому степ наш ще являв картину такого багатства природи, яке нам сучасним його мешканцям і уявити собі складно. Розповіді сторічних старців-дідів про минуле нашого краю переносять нас в область для нас майже чарівну».
```

```
«знищуючи ліс, людина тим самим виганяє зі свого краю лісових птахів та звірів; те ж саме спіткає з розорюванням цілин і чисто степових представників нашої фауни».
```

У розділі «До історії охорони та вивчення природи» наводиться огляд історії заповідної справи у США, Європі та Російській імперії, зокрема на території сучасної степової України. Автор зазначає, що на відміну від загальнодержавної природоохоронної політики Західних країн, на території Російської імперії охорона природи носила випадковий та несистемний характер. У книзі також йдеться про те, що інтерес до вивчення природи на місцях власними силами є показником культурного розвитку країни. Метою видання стала розробка методики для організації системних наукових спостережень за природою місцевими натуралістами-краєзнавцями.
У розділі «Здійснення охорони та вивчення природи краю» автор стверджує, що лісорозведення є ефективним методом збереження біорізноманіття та попередження негативних кліматичних явищ. Крім того, воно легко доступне місцевому населенню. В свою чергу, влаштування степових заповідних територій можливе лише на загальнодержавному масштабі. Головна робота полягає в збереженні недоторканості вцілілих степових ділянок.
```
«Приступаючи до охорони живої природи ми повинні поставити собі першою задачею відновлення по мірі можливості її флористичних умов»
```

```
«Створити на невеликому клаптику землі умови непрохідних лісових хащів можна, але умови степу на такому ж клаптику відновити не вийде ніколи. Для цього необхідно мати простір, без якого не можна уявити саме поняття степу».
```

В цьому ж розділі розглядається розведення диких тварин у неволі як спосіб їх збереження, наводяться методики вивчення флори та фауни.
Розділ «Що заслуговує охорони та вивчення у нашому краї» містить перелік видів флори та фауни, а також середовищ їх існування, які, на думку автора, потребують першочергової охорони. Як методи охорони розглядаються заборона полювання, розорювання гнізд, знищення природних екосистем. У розділі наводяться «корисні» та «шкідливі» види тварин. Цей розділ також містить методики вивчення флори та фауни у природі.
Окремим розділом наводяться «визначники та програми для спостережень».

## Біблографічне посилання
- Барабаш-Никифоров И. И. Охрана и изучение природы степной полосы Украины (Екатеринославская губ.). Екатеринослав, 1924. — 39 с.